# 동헌 (가수)
동헌(본명: 이동헌, 李東憲, 영어: DONGHEON, 1995년 8월 4일 ~ )은 대한민국의 가수이자 젤리피쉬 엔터테인먼트 소속이며 대한민국의 보이 그룹 베리베리의 리더, 메인래퍼, 메인댄서를 맡고있다., 배호영, 김용승이와 함께 메인댄서를 맡고 있다., 경상북도 안동시 금곡동 출신이다., 과거 2018년 9월 21일 ~ 2018년 11월9일까지 엠넷에서 방영했던 대한민국의 아이돌 오디션 리얼리티프로그램 지금부터베리베리해의 참가했으면 베리베리로 데뷔했다., 2025년 7월 17일부터 엠넷에서 방영하고 있는 대한민국의 아이돌 오디션 서바이벌 프로그램 보이즈플래닛시즌2에 조계현, 유강민함께 출연하고 있다.

## 학력
| 연도 | 학교             | 학과 | 비고 |
| ---- | ---------------- | ---- | ---- |
|      | 안동서부초등학교 |      | 졸업 |
|      | 안동경안고등학교 |      | 졸업 |

## 텔레비전 프로그램

### 방송
| 연도     | 기간                | 방송사 | 제목                   | 역할   | 장르 | 비고                                                |
| -------- | ------------------- | ------ | ---------------------- | ------ | ---- | --------------------------------------------------- |
| 2018년 ~ | 9월 21일 ~ 11월 9일 | 엠넷   | 《지금부터베리베리해》 | 참가자 | 예능 | 배호영 홍민찬 조계현 주연호 김용승 유강민 함께 출연 |
| 2025년 ~ |                     | 엠넷   | 《보이즈플래닛시즌2》  | 참가자 | 예능 | 조계현 유강민 함께 출연                             |